# Protyndarichoides
Protyndarichoides is een geslacht van vliesvleugeligen uit de familie Encyrtidae. De wetenschappelijke naam van dit geslacht is voor het eerst geldig gepubliceerd in 1980 door Noyes.

## Soorten
Het geslacht Protyndarichoides omvat de volgende soorten:
- Protyndarichoides aligarhensis (Fatma & Shafee, 1985)
- Protyndarichoides cinctiventris (Girault, 1934)
- Protyndarichoides indicus Singh & Agarwal, 1993
- Protyndarichoides longicornis Zhang & Huang, 2006
- Protyndarichoides nigriceps Noyes, 1980
- Protyndarichoides punctatifrons Sushil & Khan, 1996